# Kloster St. Wiborada
Das Kloster St. Wiborada, auch Kloster St. Georgen oder Kloster der Heiligen Wiborada zu St. Georgen, war ein Kloster der Benediktinernonnen in St. Georgen, das der heiligen Wiborada geweiht war und das in einmaliger Beziehung zur Fürstabtei St. Gallen stand, indem der Abt von St. Gallen letztlich auch dem Frauenkonvent vorstand (sog. Doppelkloster).

## Geschichte
Die alamannische Adelige Wiborada lebte nach 900 n. Chr. als Eremitin vier Jahre bei einer dem heiligen Georg gewidmeten Kapelle im heutigen St. Galler Stadtteil St. Georgen, bevor sie in St. Mangen ihre Klause bezog und später anlässlich eines Ungarneinfalls das Martyrium erlitt. Ihre bald darauf einsetzende Verehrung als Heilige inspirierte im Verlauf der Jahrhunderte immer wieder Menschen, ihr Leben in gottgefälliger Einsamkeit und Kontemplation zu verbringen. So entstanden sowohl in St. Mangen als auch St. Georgen verschiedene Einsiedeleien.
Spätestens im 13. Jahrhundert entwickelte sich in St. Georgen eine Gemeinschaft von unregulierten Schwestern, die man Klausnerinnen nannte. Sie lebten im Bestreben, Gott zu dienen und sich ganz auf ihn zu besinnen, zusammen, ohne dabei allerdings eine Ordensregel zu befolgen. Die Fürstabtei St. Gallen nahm sich der Schwestern bald an und stellte insbesondere den Beichtiger (Seelsorger), unterstützte die Frauengemeinschaft nicht zuletzt aber auch materiell massiv: So wurde ein Erweiterungsbau, also die Errichtung eines eigentlichen Schwesternhauses, 1454 vom Benediktinerkloster finanziert und ein Streit mit der Stadtammann von St. Gallen, an dessen Liegenschaftsgrenze der Bau stiess, konnte unter Vermittlung des Abtes beigelegt werden.
Das Leben im Schwesternhaus war dennoch sehr bescheiden, wenn nicht ärmlich, weshalb sich Nachwuchsschwierigkeiten ergaben. Als die Stadt St. Gallen die Reformation einführte, war die Schwesterngemeinschaft akut von der Auslöschung bedroht. So liess die städtische Obrigkeit die Kapelle zunächst profanieren und in ein Werkhaus umwandeln, musste St. Georgen aber in Folge des Zweiten Kappeler Landfriedens dem Fürstabt übergeben. Aufgrund des Wiler Vertrags fiel St. Georgen wieder an die Stadt, die 1589 die Kapelle und das Schwesternhaus niederreissen liess.
Die beim katholischen Glauben verbliebenen Schwestern überlebten die Wirren der Reformationszeit mit Unterstützung des Fürststifts. Die Gebäude wurden von der Fürstabtei wieder errichtet und eine Visitation des päpstlichen Nuntius Bonhomini, die zahlreiche Mängel wie die Nichtbeachtung der Klausur und fehlendes Stundengebet auflistete, hatte zur Folge, dass die sich ohnehin aufgrund der Betreuung und Inspiration durch das Kloster St. Gallen als benediktinisch verstehende Schwesterngemeinschaft 1599 formell die Benediktsregel annahm, womit die unregulierten Schwestern zu Nonnen wurden.
Die Konstitutionen des Klosters St. Wiborada, das nun endgültig der Fürstabtei inkorporiert wurde, arbeitete der Dekan Pater Ulrich Hengartner aus. Am 8. September 1696 erhob Fürstabt Leodegar Bürgisser das Frauenkloster zum Priorat. Der Gemeinschaft stand nunmehr eine Priorin und nicht mehr nur eine Magistra vor. Im Gegensatz zu der zumeist absoluten Eigenständigkeit von benediktinischen Klöstern wurde das Kloster St. Wiborada jedoch nicht zur Abtei, sondern verblieb als abhängiges Priorat beim Kloster St. Gallen, dessen Abt zugleich auch Abt über das Frauenkloster war. Ein gleiches Doppelkloster-Verhältnis bestand zwischen der Benediktinerabtei Engelberg und der Benediktinerinnenabtei Sarnen, die erst nach dem Umzug nach Sarnen zur eigenständigen Abtei wurde, und besteht bis heute zwischen der Benediktinerabtei Einsiedeln und dem Benediktinerinnenpriorat Fahr. So verfügte das Kloster auch nicht über weitläufiges Eigentum, sondern wurde zuallererst von der Fürstabtei unterhalten, die den Nonnen einen angemessenen (Lebens-)Standard gewährleistete.
1648 wurde das lateinische Brevier eingeführt, 1696 wurde eine Nonnenempore in die Kirche St. Georgen eingebaut, die es den Nonnen erlaubte, getrennt und doch zusammen mit den Pfarreiangehörigen die Gottesdienste zu feiern. 1731 wurde die strenge, sogenannte päpstliche Klausur und 1776 die Ewige Anbetung eingeführt.
Am 3. Juni 1834 wurde das Kloster mittels Beschluss des Grossen Rates (heute: Kantonsrat) aufgehoben. Es folgte damit dem Schicksal der Fürstabtei, die bereits 1805 aufgehoben worden war.
Wertvolle, dem Kloster St. Wiborada gehörende Reliquien der Heiligen Wiborada wurden nach dessen Aufhebung in das Benediktinerinnenkloster St. Gallenberg auf der Glattburg verbracht, insbesondere eine kostbare spätgotische Reliquienbüste.
Im ehemaligen Konventhaus des Benediktinerinnenklosters, das 1644 mit einem stattlichen Walmdach ausgestattet wurde, befindet sich heute das Seminar und Bildungshaus St. Wiborada (früher Seminar St. Georgen), das sich der Ausbildung von Menschen für den kirchlichen Dienst widmet.